# Baška (Csehország)
Baška település Csehországban, Frýdek-místeki járásban. Baška Frýdek-Místek, Janovice, Pržno, Staré Město, Metylovice és Palkovice településekkel határos. Lakosainak száma 4029 fő (2024. január 1.).

## Népesség
A település lakosságának változását az alábbi diagram mutatja:
| Lakosok száma | 1892 | 2440 | 2335 | 3264 | 3076 | 3526 | 3770 | 3892 | 3882 | 4029 |
|               | 1869 | 1900 | 1921 | 1961 | 1980 | 2011 | 2016 | 2019 | 2021 | 2024 |